# Éliminatoires de la Gold Cup 2019
Navigation
Éliminatoires Gold Cup 2021
Les éliminatoires de la Gold Cup 2019 déterminent les 10 équipes de la CONCACAF qualifiées pour la Gold Cup 2019 mais servent également de tournoi de classement pour la première édition de la Ligue des nations de la CONCACAF.

## Format
La création de la Ligue des nations de la CONCACAF est annoncée en novembre 2017 après qu'un format préliminaire ne soit évoqué au trente-deuxième congrès de la CONCACAF en avril 2016 à Oranjestad, Aruba.
Cette nouvelle compétition implique la fin de la Coupe caribéenne des nations et de la Copa Centroamericana. Or ces deux compétitions faisaient office de phases qualificatives à la Gold Cup. Ainsi pour l'édition 2019, un nouveau format d'éliminatoires est dévoilé le 7 mars 2018 à Miami Beach en Floride.
Ces éliminatoires qui ont lieu entre septembre 2018 et mars 2019 servent également de tournoi de classement pour les équipes participantes à la Ligue des nations qui sont divisées en trois ligues. Les dates des matchs sont annoncées le 29 mai 2018,, puis les stades qui les accueillent en août et septembre 2018,,.

## Participants
Parmi les 41 fédérations de la CONCACAF, seul le Guatemala ne participe pas à la compétition en raison d'une suspension infligée par la FIFA.
Les six sélections ayant participé au cinquième tour des éliminatoires de la Coupe du monde de football de 2018 sont automatiquement qualifiés pour la Gold Cup et classées dans le plus haut niveau de la Ligue des nations. Les 34 autres sélections doivent alors passer par un tournoi éliminatoires et de classement et leur position dans les différents groupes pour le tirage au sort est déterminée par leur classement CONCACAF.
| Équipes déjà qualifiées                                         | Pots pour le tirage au sort                                      | Pots pour le tirage au sort                                                                                            | Pots pour le tirage au sort                                                                             | Pots pour le tirage au sort |
| Équipes déjà qualifiées                                         | Groupe 1                                                         | Groupe 2 | Groupe 3                                                                                                | Groupe 4 |
| --------------------------------------------------------------- | ---------------------------------------------------------------- | --- | --- | --- |
| Costa Rica Mexique États-Unis Honduras Panama Trinité-et-Tobago | Jamaïque Canada Haïti Salvador Martinique Cuba Guyane Guadeloupe | Nicaragua Saint-Christophe-et-Niévès Curaçao Suriname Antigua-et-Barbuda République dominicaine Bermudes Guyana Belize | Bonaire Grenade Saint-Vincent-et-les-Grenadines Sainte-Lucie Barbade Porto Rico Bahamas Dominique Aruba | Îles Caïmans Îles Turques-et-Caïques Montserrat Îles Vierges britanniques Îles Vierges des États-Unis Saint-Martin Sint Maarten Anguilla |

## Calendrier
Le calendrier du tournoi de classement est présenté le 5 mars 2018 avant que le calendrier de la compétition inaugurale ne soit annoncé le 7 mars suivant.
| Tour                              | Nom                                     | Dates                                                      | Équipes participantes |
| Tournoi de classement (2018-2019) |                                         |                                                            |                       |
| Tournoi de classement             | Journée 1 Journée 2 Journée 3 Journée 4 | 3-11 septembre 8-16 octobre 12-20 novembre 18-26 mars 2019 | 34                    |

## Tournoi de classement

### Classement général
| Classement général | Classement général              | Classement général | Classement général | Classement général | Classement général | Classement général | Classement général | Classement général | Classement général                                |
| Rang               | Nation                          | MJ                 | V                  | N                  | D                  | BP                 | BC                 | Pts                | Qualification                                     |
| ------------------ | ------------------------------- | ------------------ | ------------------ | ------------------ | ------------------ | ------------------ | ------------------ | ------------------ | ------------------------------------------------- |
| 1re                | Haïti                           | 4                  | 4                  | 0                  | 0                  | 19                 | 2                  | 12                 | Qualification en Ligue A et pour la Gold Cup 2019 |
| 2e                 | Canada                          | 4                  | 4                  | 0                  | 0                  | 18                 | 1                  | 12                 | Qualification en Ligue A et pour la Gold Cup 2019 |
| 3e                 | Martinique                      | 4                  | 4                  | 0                  | 0                  | 10                 | 2                  | 12                 | Qualification en Ligue A et pour la Gold Cup 2019 |
| 4e                 | Curaçao                         | 4                  | 3                  | 0                  | 1                  | 22                 | 2                  | 9                  | Qualification en Ligue A et pour la Gold Cup 2019 |
| 5e                 | Bermudes                        | 4                  | 3                  | 0                  | 1                  | 17                 | 4                  | 9                  | Qualification en Ligue A et pour la Gold Cup 2019 |
| 6e                 | Cuba                            | 4                  | 3                  | 0                  | 1                  | 15                 | 2                  | 9                  | Qualification en Ligue A et pour la Gold Cup 2019 |
| 7e                 | Guyana                          | 4                  | 3                  | 0                  | 1                  | 14                 | 3                  | 9                  | Qualification en Ligue B et pour la Gold Cup 2019 |
| 8e                 | Jamaïque                        | 4                  | 3                  | 0                  | 1                  | 12                 | 3                  | 9                  | Qualification en Ligue B et pour la Gold Cup 2019 |
| 9e                 | Nicaragua                       | 4                  | 3                  | 0                  | 1                  | 9                  | 2                  | 9                  | Qualification en Ligue B et pour la Gold Cup 2019 |
| 10e                | Salvador                        | 4                  | 3                  | 0                  | 1                  | 7                  | 2                  | 9                  | Qualification en Ligue B et pour la Gold Cup 2019 |
|                    |                                 |                    |                    |                    |                    |                    |                    |                    |                                                   |
| 11e                | Montserrat                      | 4                  | 3                  | 0                  | 1                  | 6                  | 3                  | 9                  | Qualification en Ligue B                          |
| 12e                | Suriname                        | 4                  | 2                  | 1                  | 1                  | 8                  | 2                  | 7                  | Qualification en Ligue B                          |
| 13e                | Sainte-Lucie                    | 4                  | 2                  | 1                  | 1                  | 7                  | 4                  | 7                  | Qualification en Ligue B                          |
| 14e                | Dominique                       | 4                  | 2                  | 1                  | 1                  | 6                  | 5                  | 7                  | Qualification en Ligue B                          |
| 15e                | Saint-Christophe-et-Niévès      | 4                  | 2                  | 0                  | 2                  | 11                 | 3                  | 6                  | Qualification en Ligue B                          |
| 16e                | République dominicaine          | 4                  | 2                  | 0                  | 2                  | 9                  | 4                  | 6                  | Qualification en Ligue B                          |
| 17e                | Belize                          | 4                  | 2                  | 0                  | 2                  | 6                  | 3                  | 6                  | Qualification en Ligue B                          |
| 18e                | Antigua-et-Barbuda              | 4                  | 2                  | 0                  | 2                  | 10                 | 8                  | 6                  | Qualification en Ligue B                          |
| 19e                | Guyane                          | 4                  | 2                  | 0                  | 2                  | 8                  | 6                  | 6                  | Qualification en Ligue B                          |
| 20e                | Saint-Vincent-et-les-Grenadines | 4                  | 2                  | 0                  | 2                  | 5                  | 6                  | 6                  | Qualification en Ligue B                          |
| 21e                | Grenade                         | 4                  | 2                  | 0                  | 2                  | 7                  | 14                 | 6                  | Qualification en Ligue B                          |
| 22e                | Aruba                           | 4                  | 1                  | 1                  | 2                  | 5                  | 6                  | 4                  | Qualification en Ligue B                          |
|                    |                                 |                    |                    |                    |                    |                    |                    |                    |                                                   |
| 23e                | Guadeloupe                      | 4                  | 1                  | 1                  | 2                  | 3                  | 7                  | 4                  | Qualification en Ligue C                          |
| 24e                | Îles Turques-et-Caïques         | 4                  | 1                  | 1                  | 2                  | 5                  | 23                 | 4                  | Qualification en Ligue C                          |
| 25e                | Barbade                         | 4                  | 1                  | 0                  | 3                  | 3                  | 7                  | 3                  | Qualification en Ligue C                          |
| 26e                | Bonaire                         | 4                  | 1                  | 0                  | 3                  | 3                  | 14                 | 3                  | Qualification en Ligue C                          |
| 27e                | Îles Vierges des États-Unis     | 4                  | 1                  | 0                  | 3                  | 3                  | 16                 | 3                  | Qualification en Ligue C                          |
| 28e                | Sint Maarten                    | 4                  | 1                  | 0                  | 3                  | 4                  | 30                 | 3                  | Qualification en Ligue C                          |
| 29e                | Îles Caïmans                    | 4                  | 0                  | 1                  | 3                  | 1                  | 9                  | 1                  | Qualification en Ligue C                          |
| 30e                | Îles Vierges britanniques       | 4                  | 0                  | 1                  | 3                  | 3                  | 13                 | 1                  | Qualification en Ligue C                          |
| 31e                | Bahamas                         | 4                  | 0                  | 1                  | 3                  | 1                  | 15                 | 1                  | Qualification en Ligue C                          |
| 32e                | Anguilla                        | 4                  | 0                  | 1                  | 3                  | 1                  | 15                 | 1                  | Qualification en Ligue C                          |
| 33e                | Porto Rico                      | 4                  | 0                  | 0                  | 4                  | 0                  | 5                  | 0                  | Qualification en Ligue C                          |
| 34e                | Saint-Martin                    | 4                  | 0                  | 0                  | 4                  | 5                  | 22                 | 0                  | Qualification en Ligue C                          |

### Première journée
| Match | Équipe 1                        | Résultat | Équipe 2                  |
| ----- | ------------------------------- | -------- | ------------------------- |
| 1     | Saint-Christophe-et-Niévès      | 1 - 0    | Porto Rico                |
| 2     | Martinique                      | 4 - 0    | Îles Vierges britanniques |
| 3     | Îles Vierges des États-Unis     | 0 - 8    | Canada                    |
| 4     | Anguilla                        | 0 - 5    | Guyane                    |
| 5     | Aruba                           | 3 - 1    | Bermudes                  |
| 6     | Dominique                       | 0 - 0    | Suriname                  |
| 7     | Antigua-et-Barbuda              | 0 - 3    | Sainte-Lucie              |
| 8     | Jamaïque                        | 4 - 0    | Îles Caïmans              |
| 9     | Cuba                            | 11 - 0   | Îles Turques-et-Caïques   |
| 10    | Curaçao                         | 10 - 0   | Grenade                   |
| 11    | Montserrat                      | 1 - 2    | Salvador                  |
| 12    | Bonaire                         | 0 - 5    | République dominicaine    |
| 13    | Saint-Martin                    | 0 - 3    | Guadeloupe                |
| 14    | Haïti                           | 13 - 0   | Sint Maarten              |
| 15    | Guyana                          | 3 - 0    | Barbade                   |
| 16    | Belize                          | 4 - 0    | Bahamas                   |
| 17    | Saint-Vincent-et-les-Grenadines | 0 - 2    | Nicaragua                 |

### Deuxième journée
| Match | Équipe 1                    | Résultat | Équipe 2                        |
| ----- | --------------------------- | -------- | ------------------------------- |
| 1     | Îles Turques-et-Caïques     | 0 - 8    | Guyana                          |
| 2     | Salvador                    | 3 - 0    | Barbade                         |
| 3     | Bermudes                    | 12 - 0   | Sint Maarten                    |
| 4     | République dominicaine      | 3 - 0    | Îles Caïmans                    |
| 5     | Sainte-Lucie                | 1 - 2    | Haïti                           |
| 6     | Nicaragua                   | 6 - 0    | Anguilla                        |
| 7     | Suriname                    | 5 - 0    | Îles Vierges britanniques       |
| 8     | Bahamas                     | 0 - 6    | Antigua-et-Barbuda              |
| 9     | Montserrat                  | 1 - 0    | Belize                          |
| 10    | Guadeloupe                  | 0 - 0    | Aruba                           |
| 11    | Porto Rico                  | 0 - 1    | Martinique                      |
| 12    | Grenade                     | 0 - 2    | Cuba                            |
| 13    | Canada                      | 5 - 0    | Dominique                       |
| 14    | Saint-Martin                | 0 - 10   | Saint-Christophe-et-Niévès      |
| 15    | Îles Vierges des États-Unis | 0 - 5    | Curaçao                         |
| 16    | Guyane                      | 0 - 1    | Saint-Vincent-et-les-Grenadines |
| 17    | Bonaire                     | 0 - 6    | Jamaïque                        |

### Troisième journée
| Match | Équipe 1                   | Résultat | Équipe 2                        |
| ----- | -------------------------- | -------- | ------------------------------- |
| 1     | Grenade                    | 5 - 2    | Saint-Martin                    |
| 2     | Îles Turques-et-Caïques    | 3 - 2    | Saint-Vincent-et-les-Grenadines |
| 3     | Guyane                     | 2 - 1    | Guyana                          |
| 4     | Îles Vierges britanniques  | 1 - 2    | Bonaire                         |
| 5     | Saint-Christophe-et-Niévès | 0 - 1    | Canada                          |
| 6     | Cuba                       | 1 - 0    | République dominicaine          |
| 7     | Nicaragua                  | 0 - 2    | Haïti                           |
| 8     | Bahamas                    | 1 - 1    | Anguilla                        |
| 9     | Barbade                    | 3 - 0    | Îles Vierges des États-Unis     |
| 10    | Sint Maarten               | 0 - 2    | Dominique                       |
| 11    | Curaçao                    | 6 - 0    | Guadeloupe                      |
| 12    | Jamaïque                   | 2 - 1    | Suriname                        |
| 13    | Aruba                      | 0 - 2    | Montserrat                      |
| 14    | Îles Caïmans               | 0 - 0    | Sainte-Lucie                    |
| 15    | Martinique                 | 4 - 2    | Antigua-et-Barbuda              |
| 16    | Bermudes                   | 1 - 0    | Salvador                        |
| 17    | Belize                     | 1 - 0    | Porto Rico                      |

### Quatrième journée
| Match | Équipe 1                        | Résultat | Équipe 2                    |
| ----- | ------------------------------- | -------- | --------------------------- |
| 1     | Canada                          | 4 - 1    | Guyane                      |
| 2     | Antigua-et-Barbuda              | 2 - 1    | Curaçao                     |
| 3     | République dominicaine          | 1 - 3    | Bermudes                    |
| 4     | Haïti                           | 2 - 1    | Cuba                        |
| 5     | Barbade                         | 0 - 1    | Nicaragua                   |
| 6     | Sint Maarten                    | 4 - 3    | Saint-Martin                |
| 7     | Îles Caïmans                    | 1 - 2    | Montserrat                  |
| 8     | Suriname                        | 2 - 0    | Saint-Christophe-et-Niévès  |
| 9     | Sainte-Lucie                    | 3 - 2    | Aruba                       |
| 10    | Porto Rico                      | 0 - 2    | Grenade                     |
| 11    | Guadeloupe                      | 0 - 1    | Martinique                  |
| 12    | Dominique                       | 4 - 0    | Bahamas                     |
| 13    | Îles Vierges britanniques       | 2 - 2    | Îles Turques-et-Caïques     |
| 14    | Guyana                          | 2 - 1    | Belize                      |
| 15    | Salvador                        | 2 - 0    | Jamaïque                    |
| 16    | Saint-Vincent-et-les-Grenadines | 2 - 1    | Bonaire                     |
| 17    | Anguilla                        | 0 - 3    | Îles Vierges des États-Unis |